# Manuel María Zúñiga
Manuel María Zúñiga Rodríguez (San José, 16 de diciembre de 1890 - 3 de enero de 1979) fue un escultor costarricense. Maestro imaginero, autodidacta, con una participación decisiva en los movimientos escultóricos de Costa Rica, tanto en la escultura religiosa como laica, por lo que se le considera uno de los escultores más influyentes en la historia del país y uno de los padres de la escultura nacional. Fue maestro de reconocidos escultores costarricenses, incluyendo a su hijo, el famoso escultor Francisco Zúñiga.

## Biografía
Es poco lo que se sabe de la vida de Manuel María Zúñiga. A los cinco años, mostrando interés por la pintura y la escultura, fue puesto a cargo de su tío José Zúñiga Valverde para que le enseñase pintura. En 1912, adquiere matrimonio con María Juliana del Rosario Chavarría Calvo, con la que tiene 10 hijos. Entre 1910 y 1920, trabajó en varias imprentas, en las que aprendió litografía, tipografía y fotografía. En 1919, asiste a la escuela del escultor y arquitecto catalán Luis Llach. A partir de 1920, se dedica a la labor de escultor de arte religioso, llegando a producir más de dos mil piezas. El 3 de mayo de 1962 queda viudo.  Tuvo 3 hijos más con la artesana Consuelo Jiménez López.  Falleció en su casa donde se encontraba su taller en San Pedro de Montes de Oca. 

## Fallecimiento
Fallece en su casa en San Pedro de Montes de Oca, San José, el 3 de enero de 1979.

## Obra
Como imaginero, la obra de Manuel María Zúñiga asciende a cerca de dos mil piezas escultóricas. En Costa Rica hay gran cantidad de templos decorados con las imágenes esculpidas por Zúñiga, siendo una de las más famosas el Cristo Agonizante ubicado en la Iglesia de La Merced, en San José. El estilo de su trabajo tiene influencia europea neoclásica, propia de finales del siglo XIX, y del barroco español del siglo XVIII, por lo que muchas de sus imágenes también forman parte de la colección de arte religioso del Museo Nacional de Costa Rica.
Sus esculturas pretenden reflejar el dolor piadoso como sinónimo de purificación. Tienen gran precisión anatómica, con cuidado en los detalles, en la policromía y el estofado en oro. En el caso del Cristo Agonizante, Manuel Zúñiga se retrató a sí mismo desnudo sobre una cruz para luego realizar la escultura, así mismo visitaba el Hospital San Juan de Dios para estudiar la sangre y los hematomas de los pacientes, por lo cual la anatomía y las heridas del Cristo son bastante realistas. La obra de Zúñiga ha sido considerada el epítome de la imaginería en Costa Rica.
Además del arte religioso, Zúñiga también incursionó en otras técnicas como el modelado y la talla en piedra. También realizó muchos bustos de personajes importantes sobre todo vaciados en cemento con granito
Entre sus obras destacan:
- Cristo de la Agonía (Iglesia de La Merced, San José).
- Santa María Nuestra Señora de La Merced (Iglesia de La Merced, San José).
- Sagrado Corazón de Jesús (Mercado central de San José).
- San Carlos Borromeo (Catedral de Ciudad Quesada, San Carlos).
- El Calvario (Basílica de Nuestra Señora de los Angeles- Cartago)
- Jesús Crucificado (Basílica de Nuestra Señora de los Angeles- Cartago)
- Corazón de Jesús (Basílica de Nuestra Señora de los Angeles- Cartago)
- San José (Basílica de Nuestra Señora de los Angeles- Cartago)
- Virgen de la Asunción (Iglesia de la Soledad- San José)
- Virgen de la Inmaculada Concepción (Iglesia de la Inmaculada Concepción de Zapote - San José)
- Santo Sepulcro (Catedral de Puntarenas)
- San Juan de Nepomuceno(Catedral de Alajuela)
- Santo Sepulcro( Iglesia de Guadalupe de San José)
- Viacrucis (Iglesia de Moravia San José)
- Santo Sepulcro (Iglesia del Carmen de Cartago)
- Jesús Nazareno (Parroquia San Nicolás de Tolentino, Cartago)

## Legado
Manuel María Zúñiga fue sobrino-nieto del escultor Manuel Rodríguez Cruz y sobrino del pintor José Zúñiga Valverde. Además de toda su obra escultórica, Manuel Zúñiga fue el maestro de los escultores costarricenses de mayor renombre, entre los que se cuentan Juan Manuel Sánchez, Néstor Zeledón Varela, Francisco Zúñiga, Juan Rafael Chacón, José Rigoberto Zamora, Néstor Zeledón Guzmán, Ólger Villegas, Roberto Sandoval, Hernán Murillo, Édgar Zúñiga y Franklin Zúñiga. De sus 19 hijos, nueve se dedicaron a la escultura, alcanzando algunos de ellos gran prestigio internacional, como en el caso de Francisco Zúñiga, considerado uno de los más grandes escultores del siglo XX. Asimismo, varios de sus nietos se dedican también a la escultura. La gran mayoría de estos escultores no solo aprendieron de Manuel María Zúñiga la destreza y la habilidad técnica, sino la capacidad de innovación e investigación.